# Bisenzio (Lavenone)
Bisenzio (in bresciano Bösés) è una frazione del comune di Lavenone, in provincia di Brescia.

## Storia
Da alcuni reperti di capitelli istoriati si può evincere che il nome sia dovuto alla migrazione in questa zona da parte di alcuni toscani dopo la grande peste del anno 1000. Infatti il Bisenzio è un fiume che nasce sull'Appennino toscoemiliano, attraversa Prato e scorre fino alla confluenza con il fiume Arno. Sembra che il nome Bisenzio lo si possa far risalire al nome di un generale dell'epoca romana.